# Бурдайни
Бурдайни (пол. Burdajny, нім. Bordehnen) — село в Польщі, у гміні Ґодково Ельблонзького повіту Вармінсько-Мазурського воєводства.
Населення — 61 особа (2011).
У 1975-1998 роках село належало до Ельблонзького воєводства.

## Демографія
Демографічна структура станом на 31 березня 2011 року:
|          | Загалом | Допрацездатний вік | Працездатний вік | Постпрацездатний вік |
| -------- | ------- | ------------------ | ---------------- | -------------------- |
| Чоловіки | 30      | 3                  | 22               | 5                    |
| Жінки    | 31      | 4                  | 18               | 9                    |
| Разом    | 61      | 7                  | 40               | 14                   |